# Großer Preis von Belgien 1991
Der Große Preis von Belgien 1991 (offiziell XL Grand Prix de Belgique) fand am 25. August auf dem Circuit de Spa-Francorchamps in der Nähe von Spa statt und war das elfte Rennen der Formel-1-Weltmeisterschaft 1991.

## Berichte

### Hintergrund
Im Vorfeld des elften WM-Laufs der Saison wurde Bertrand Gachot in Großbritannien verhaftet, da er einen Taxifahrer mit Reizgas besprüht hatte. Auf der Suche nach einem kurzfristigen Ersatzfahrer wurde bei Jordan nach Vermittlung durch Willi Weber und Jochen Neerpasch der deutsche Debütant Michael Schumacher für zunächst ein Rennen unter Vertrag genommen.
Lotus-Pilot Johnny Herbert kehrte anstelle von Michael Bartels ins Teilnehmerfeld zurück.
Mit Ayrton Senna (viermal), Alain Prost (zweimal) und Nigel Mansell (einmal) traten drei ehemalige Sieger zu diesem Grand Prix an. Prost gewann dabei einmal den Großen Preis von Belgien, als dieser in Zolder ausgetragen wurde.

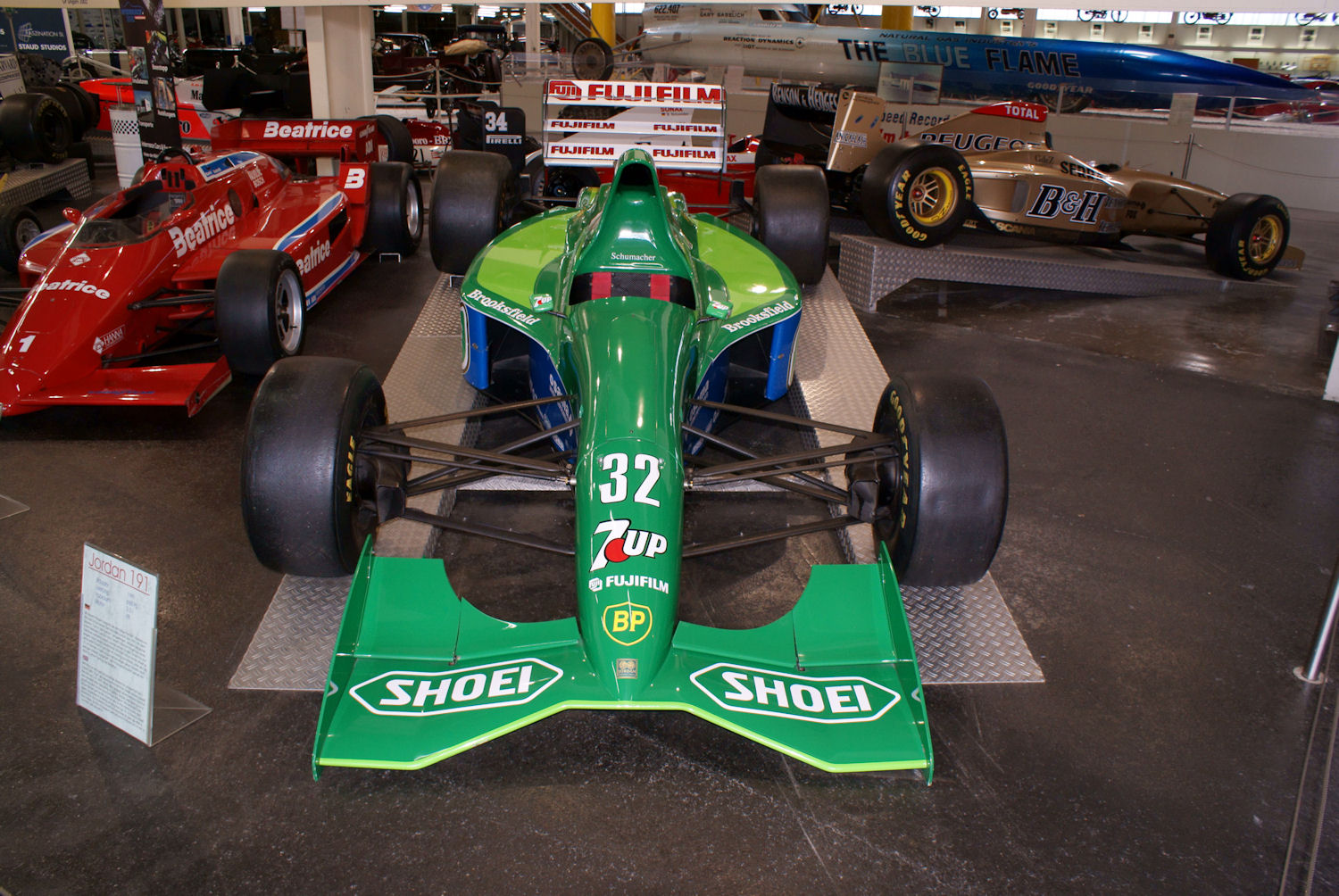
Michael Schumacher´s erster Formel-1-Wagen, der Jordan 191

### Training
Aufgrund von Unebenheiten im Bereich der neu asphaltierten Blanchimont-Kurve brach während der Vorqualifikation am Freitagvormittag die Aufhängung des AGS JH25B von Gabriele Tarquini, was zu einem schweren Unfall führte. Der einheimische Pilot Eric van de Poele verlor während des ersten freien Trainings aus ähnlichen Gründen die Kontrolle über seinen Lambo 291 und prallte so heftig in die Streckenbegrenzung, dass er im Krankenhaus behandelt werden musste. Am zweiten regulären Qualifikationstraining am Samstag nahm er jedoch bereits wieder teil.
Senna sicherte sich mit einer um rund eine Sekunde kürzeren Rundenbestzeit die Pole-Position vor Prost, Mansell, Gerhard Berger, Jean Alesi und Nelson Piquet. Schumacher beeindruckte auf Anhieb, indem er sich auf dem für ihn zum damaligen Zeitpunkt nahezu unbekannten Kurs für den siebten Startplatz qualifizierte. Roberto Moreno folgte vor Pierluigi Martini und Stefano Modena.

### Rennen

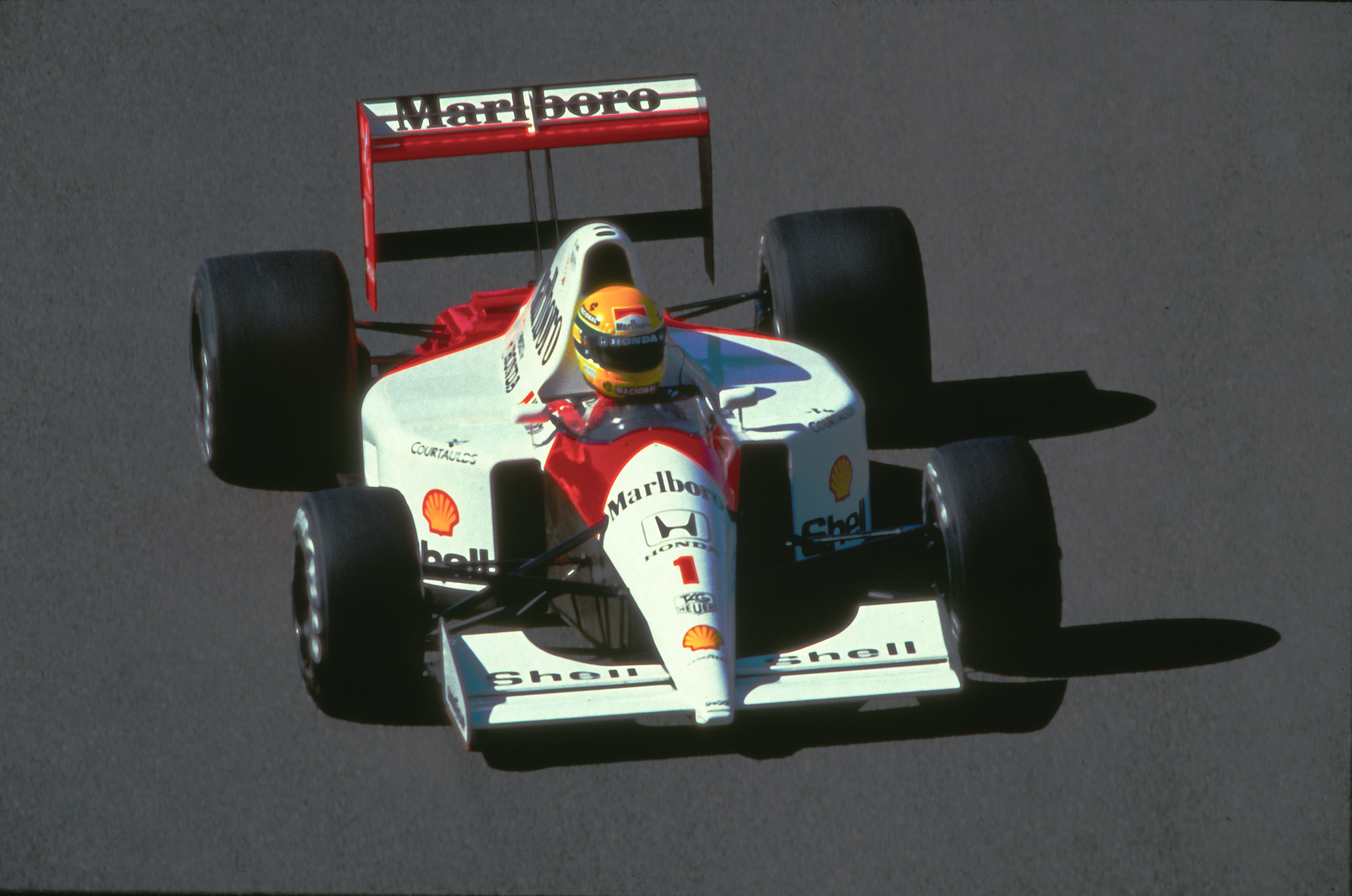
Ayrton Senna, Sieger beim Rennen in Spa 1991

Senna ging vor Prost, Mansell, Piquet, Berger und dem schlecht gestarteten Alesi in Führung. Für Schumacher, der vormittags im Warm-up die viertschnellste Rundenzeit absolviert hatte, endete das Rennen nach wenigen hundert Metern aufgrund eines Kupplungsschadens.
Kurz nachdem Mansell Prost in der zweiten Runde überholt hatte, schied dieser zum wiederholten Mal wegen eines Motorschadens an seinem Ferrari 643 aus.
Dem Williams-Team gelang ein schnellerer Reifenwechsel als der Boxenmannschaft von McLaren, sodass Mansell die Boxengasse in der 15. Runde als Führender verließ. Alesi, der das Rennen erneut ohne zwischenzeitlichen Boxenstopp absolvierte, duellierte sich kurzzeitig mit Mansell um die Spitzenposition, fiel dann jedoch leicht zurück und geriet unter Druck durch Senna. Infolge eines Elektrikdefektes an Mansells Williams FW14 gelangte Alesi in Runde 21 doch noch in Führung. Ein unplanmäßiger Boxenstopp Sennas verschaffte ihm zudem einen gewissen Vorsprung. Riccardo Patrese, Piquet und Andrea de Cesaris waren derweil in einen Dreikampf um den dritten Rang verwickelt.
Als Alesis Motor ebenso wie einige Runden zuvor der seines Teamkollegen versagte, übernahm Senna wieder die Führung. de Cesaris, der kurz zuvor Piquet überholt hatte, folgte auf dem zweiten Rang und schloss zu Senna auf. Durch das dichte Verfolgen des Führenden stieg die Motortemperatur des Jordan 191 von de Cesaris rapide an, was schließlich zu einem Motorschaden in Runde 42 führte. Der daraufhin zweitplatzierte Patrese konnte aufgrund von Getriebeproblemen nicht zu Senna aufschließen, sondern wurde von Berger überholt, der somit eine McLaren-Doppelführung herstellte. Die beiden Benetton-Piloten Piquet und Moreno zogen ebenfalls an Patrese vorbei, der somit letztlich Fünfter wurde. Mark Blundell erzielte als Sechster den ersten WM-Punkt der Saison für sich und für das Team Brabham.
Zum ersten und einzigen Mal absolvierte Moreno die schnellste Rennrunde eines Grand Prix.

## Meldeliste
| Team                              | Nr. | Fahrer             | Chassis            | Motor                    | Reifen |
| --------------------------------- | --- | ------------------ | ------------------ | ------------------------ | ------ |
| Honda Marlboro McLaren            | 01  | Ayrton Senna       | McLaren MP4/6      | Honda RA121E 3.5 V12     | G      |
| Honda Marlboro McLaren            | 02  | Gerhard Berger     | McLaren MP4/6      | Honda RA121E 3.5 V12     | G      |
| Braun Tyrrell Honda               | 03  | Satoru Nakajima    | Tyrrell 020        | Honda RA101E 3.5 V10     | P      |
| Braun Tyrrell Honda               | 04  | Stefano Modena     | Tyrrell 020        | Honda RA101E 3.5 V10     | P      |
| Canon Williams Team               | 05  | Nigel Mansell      | Williams FW14      | Renault RS3 3.5 V10      | G      |
| Canon Williams Team               | 06  | Riccardo Patrese   | Williams FW14      | Renault RS3 3.5 V10      | G      |
| Motor Racing Developments         | 07  | Martin Brundle     | Brabham BT60Y      | Yamaha OX99 3.5 V12      | P      |
| Motor Racing Developments         | 08  | Mark Blundell      | Brabham BT60Y      | Yamaha OX99 3.5 V12      | P      |
| Footwork Grand Prix International | 09  | Michele Alboreto   | Footwork FA12B     | Ford Cosworth DFR 3.5 V8 | G      |
| Footwork Grand Prix International | 10  | Alex Caffi         | Footwork FA12B     | Ford Cosworth DFR 3.5 V8 | G      |
| Team Lotus                        | 11  | Mika Häkkinen      | Lotus 102B         | Judd EV 3.5 V8           | G      |
| Team Lotus                        | 12  | Johnny Herbert     | Lotus 102B         | Judd EV 3.5 V8           | G      |
| Fondmetal                         | 14  | Olivier Grouillard | Fondmetal GR01     | Ford Cosworth DFR 3.5 V8 | G      |
| Leyton House Racing               | 15  | Maurício Gugelmin  | Leyton House CG911 | Ilmor 2175A 3.5 V10      | G      |
| Leyton House Racing               | 16  | Ivan Capelli       | Leyton House CG911 | Ilmor 2175A 3.5 V10      | G      |
| AGS Racing                        | 17  | Gabriele Tarquini  | AGS JH25B          | Ford Cosworth DFR 3.5 V8 | G      |
| AGS Racing                        | 18  | Fabrizio Barbazza  | AGS JH25B          | Ford Cosworth DFR 3.5 V8 | G      |
| Camel Benetton Ford               | 19  | Roberto Moreno     | Benetton B191      | Ford Cosworth HB5 3.5 V8 | P      |
| Camel Benetton Ford               | 20  | Nelson Piquet      | Benetton B191      | Ford Cosworth HB5 3.5 V8 | P      |
| BMS Scuderia Italia               | 21  | Emanuele Pirro     | Dallara 191        | Judd GV 3.5 V10          | P      |
| BMS Scuderia Italia               | 22  | JJ Lehto           | Dallara 191        | Judd GV 3.5 V10          | P      |
| Minardi Team                      | 23  | Pierluigi Martini  | Minardi M191       | Ferrari 037 3.5 V12      | G      |
| Minardi Team                      | 24  | Gianni Morbidelli  | Minardi M191       | Ferrari 037 3.5 V12      | G      |
| Ligier Gitanes                    | 25  | Thierry Boutsen    | Ligier JS35B       | Lamborghini 3512 3.5 V12 | G      |
| Ligier Gitanes                    | 26  | Érik Comas         | Ligier JS35B       | Lamborghini 3512 3.5 V12 | G      |
| Scuderia Ferrari SpA              | 27  | Alain Prost        | Ferrari 643        | Ferrari 037 3.5 V12      | G      |
| Scuderia Ferrari SpA              | 28  | Jean Alesi         | Ferrari 643        | Ferrari 037 3.5 V12      | G      |
| Larrousse F1                      | 29  | Éric Bernard       | Lola LC91          | Ford Cosworth DFR 3.5 V8 | G      |
| Larrousse F1                      | 30  | Aguri Suzuki       | Lola LC91          | Ford Cosworth DFR 3.5 V8 | G      |
| Coloni Racing                     | 31  | Pedro Chaves       | Coloni C4          | Ford Cosworth DFR 3.5 V8 | G      |
| Team 7Up Jordan                   | 32  | Michael Schumacher | Jordan 191         | Ford Cosworth HB4 3.5 V8 | G      |
| Team 7Up Jordan                   | 33  | Andrea de Cesaris  | Jordan 191         | Ford Cosworth HB4 3.5 V8 | G      |
| Modena Team                       | 34  | Nicola Larini      | Lambo 291          | Lamborghini 3512 3.5 V12 | G      |
| Modena Team                       | 35  | Eric van de Poele  | Lambo 291          | Lamborghini 3512 3.5 V12 | G      |

## Klassifikationen

### Qualifying
| Pos. | Fahrer             | Konstrukteur       | Vorqualifikation | Vorqualifikation  | 1. Qualifikationstraining | 1. Qualifikationstraining | 2. Qualifikationstraining | 2. Qualifikationstraining | Start |
| Pos. | Fahrer             | Konstrukteur       | Zeit             | Ø-Geschwindigkeit | Zeit                      | Ø-Geschwindigkeit         | Zeit                      | Ø-Geschwindigkeit         | Start |
| ---- | ------------------ | ------------------ | ---------------- | ----------------- | ------------------------- | ------------------------- | ------------------------- | ------------------------- | ----- |
| 01   | Ayrton Senna       | McLaren-Honda      | –                | –                 | 1:49,100                  | 229,001 km/h              | 1:47,811                  | 231,739 km/h              | 01    |
| 02   | Alain Prost        | Ferrari            | –                | –                 | 1:51,369                  | 224,335 km/h              | 1:48,821                  | 229,588 km/h              | 02    |
| 03   | Nigel Mansell      | Williams-Renault   | –                | –                 | 1:50,666                  | 225,760 km/h              | 1:48,828                  | 229,573 km/h              | 03    |
| 04   | Gerhard Berger     | McLaren-Honda      | –                | –                 | 1:49,485                  | 228,196 km/h              | –                         | –                         | 04    |
| 05   | Jean Alesi         | Ferrari            | –                | –                 | 1:51,832                  | 223,407 km/h              | 1:49,974                  | 227,181 km/h              | 05    |
| 06   | Nelson Piquet      | Benetton-Ford      | –                | –                 | 1:53,371                  | 220,374 km/h              | 1:50,540                  | 226,018 km/h              | 06    |
| 07   | Michael Schumacher | Jordan-Ford        | –                | –                 | 1:53,290                  | 220,531 km/h              | 1:51,212                  | 224,652 km/h              | 07    |
| 08   | Roberto Moreno     | Benetton-Ford      | –                | –                 | 1:53,664                  | 219,806 km/h              | 1:51,283                  | 224,509 km/h              | 08    |
| 09   | Pierluigi Martini  | Minardi-Ferrari    | –                | –                 | 1:53,460                  | 220,201 km/h              | 1:51,299                  | 224,476 km/h              | 09    |
| 10   | Stefano Modena     | Tyrrell-Honda      | –                | –                 | 1:52,899                  | 221,295 km/h              | 1:51,307                  | 224,460 km/h              | 10    |
| 11   | Andrea de Cesaris  | Jordan-Ford        | –                | –                 | 1:54,186                  | 218,801 km/h              | 1:51,986                  | 223,099 km/h              | 11    |
| 12   | Ivan Capelli       | Leyton House-Ilmor | –                | –                 | 1:53,603                  | 219,924 km/h              | 1:52,113                  | 222,847 km/h              | 12    |
| 13   | Mark Blundell      | Brabham-Yamaha     | 1:56,446         | 214,554 km/h      | 1:54,814                  | 217,604 km/h              | 1:52,377                  | 222,323 km/h              | 13    |
| 14   | JJ Lehto           | Dallara-Judd       | –                | –                 | 1:54,211                  | 218,753 km/h              | 1:52,417                  | 222,244 km/h              | 14    |
| 15   | Maurício Gugelmin  | Leyton House-Ilmor | –                | –                 | 1:56,027                  | 215,329 km/h              | 1:52,623                  | 221,837 km/h              | 15    |
| 16   | Martin Brundle     | Brabham-Yamaha     | 1:54,929         | 217,386 km/h      | 1:54,921                  | 217,402 km/h              | 1:52,626                  | 221,832 km/h              | 16    |
| 17   | Riccardo Patrese   | Williams-Renault   | –                | –                 | 1:52,646                  | 221,792 km/h              | –                         | –                         | 17    |
| 18   | Thierry Boutsen    | Ligier-Lamborghini | –                | –                 | 1:54,446                  | 218,304 km/h              | 1:52,709                  | 221,668 km/h              | 18    |
| 19   | Gianni Morbidelli  | Minardi-Ferrari    | –                | –                 | 1:57,232                  | 213,116 km/h              | 1:52,896                  | 221,301 km/h              | 19    |
| 20   | Éric Bernard       | Lola-Ford          | –                | –                 | 1:55,679                  | 215,977 km/h              | 1:53,309                  | 220,494 km/h              | 20    |
| 21   | Johnny Herbert     | Lotus-Judd         | –                | –                 | 1:55,523                  | 216,269 km/h              | 1:53,361                  | 220,393 km/h              | 21    |
| 22   | Satoru Nakajima    | Tyrrell-Honda      | –                | –                 | 1:55,874                  | 215,614 km/h              | 1:53,494                  | 220,135 km/h              | 22    |
| 23   | Olivier Grouillard | Fondmetal-Ford     | 1:58,447         | 210,930 km/h      | 1:55,945                  | 215,481 km/h              | 1:53,628                  | 219,875 km/h              | 23    |
| 24   | Mika Häkkinen      | Lotus-Judd         | –                | –                 | 1:55,483                  | 216,344 km/h              | 1:53,799                  | 219,545 km/h              | 24    |
| 25   | Emanuele Pirro     | Dallara-Judd       | –                | –                 | 1:56,131                  | 215,136 km/h              | 1:53,839                  | 219,468 km/h              | 25    |
| 26   | Érik Comas         | Ligier-Lamborghini | –                | –                 | 1:56,218                  | 214,975 km/h              | 1:53,847                  | 219,452 km/h              | 26    |
| DNQ  | Aguri Suzuki       | Lola-Ford          | –                | –                 | 1:56,594                  | 214,282 km/h              | 1:53,869                  | 219,410 km/h              | –     |
| DNQ  | Nicola Larini      | Lambo-Lamborghini  | –                | –                 | 1:56,561                  | 214,343 km/h              | 1:54,781                  | 217,667 km/h              | –     |
| DNQ  | Alex Caffi         | Footwork-Ford      | 1:59,460         | 209,141 km/h      | 1:57,556                  | 212,528 km/h              | 1:57,338                  | 212,923 km/h              | –     |
| DNQ  | Eric van de Poele  | Lambo-Lamborghini  | –                | –                 | –                         | –                         | 1:57,746                  | 212,186 km/h              | –     |
| DNPQ | Michele Alboreto   | Footwork-Ford      | 1:59,910         | 208,356 km/h      | –                         | –                         | –                         | –                         | –     |
| DNPQ | Gabriele Tarquini  | AGS-Ford           | 1:59,972         | 208,249 km/h      | –                         | –                         | –                         | –                         | –     |
| DNPQ | Pedro Chaves       | Coloni-Ford        | 2:01,921         | 204,920 km/h      | –                         | –                         | –                         | –                         | –     |
| DNPQ | Fabrizio Barbazza  | AGS-Ford           | 2:03,766         | 201,865 km/h      | –                         | –                         | –                         | –                         | –     |

### Rennen
| Pos. | Fahrer             | Konstrukteur       | Runden | Stopps | Zeit        | Start | Schnellste Runde |
| ---- | ------------------ | ------------------ | ------ | ------ | ----------- | ----- | ---------------- |
| 01   | Ayrton Senna       | McLaren-Honda      | 44     | 1      | 1:27:17,669 | 01    | 1:56,471         |
| 02   | Gerhard Berger     | McLaren-Honda      | 44     | 1      | + 1,901     | 04    | 1:55,601         |
| 03   | Nelson Piquet      | Benetton-Ford      | 44     | 0      | + 32,176    | 06    | 1:57,084         |
| 04   | Roberto Moreno     | Benetton-Ford      | 44     | 0      | + 37,310    | 08    | 1:55,161         |
| 05   | Riccardo Patrese   | Williams-Renault   | 44     | 0      | + 57,187    | 17    | 1:55,993         |
| 06   | Mark Blundell      | Brabham-Yamaha     | 44     | 0      | + 1:40,035  | 13    | 1:58,145         |
| 07   | Johnny Herbert     | Lotus-Judd         | 44     | 0      | + 1:44,599  | 21    | 1:58,606         |
| 08   | Emanuele Pirro     | Dallara-Judd       | 43     | 0      | + 1 Runde   | 25    | 1:58,017         |
| 09   | Martin Brundle     | Brabham-Yamaha     | 43     | 0      | + 1 Runde   | 16    | 1:58,540         |
| 10   | Olivier Grouillard | Fondmetal-Ford     | 43     | 0      | + 1 Runde   | 23    | 1:59,340         |
| 11   | Thierry Boutsen    | Ligier-Lamborghini | 43     | 0      | + 1 Runde   | 18    | 1:58,921         |
| 12   | Pierluigi Martini  | Minardi-Ferrari    | 42     | 0      | DNF         | 09    | 1:57,303         |
| 13   | Andrea de Cesaris  | Jordan-Ford        | 41     | 0      | DNF         | 11    | 1:56,477         |
| –    | Stefano Modena     | Tyrrell-Honda      | 33     | 0      | DNF         | 10    | 1:57,793         |
| –    | JJ Lehto           | Dallara-Judd       | 33     | 0      | DNF         | 14    | 1:58,164         |
| –    | Jean Alesi         | Ferrari            | 30     | 0      | DNF         | 05    | 1:57,308         |
| –    | Gianni Morbidelli  | Minardi-Ferrari    | 29     | 0      | DNF         | 19    | 1:58,443         |
| –    | Mika Häkkinen      | Lotus-Judd         | 25     | 0      | DNF         | 24    | 1:59,527         |
| –    | Érik Comas         | Ligier-Lamborghini | 25     | 0      | DNF         | 26    | 1:58,348         |
| –    | Nigel Mansell      | Williams-Renault   | 22     | 1      | DNF         | 03    | 1:56,459         |
| –    | Éric Bernard       | Lola-Ford          | 21     | 0      | DNF         | 20    | 2:01,062         |
| –    | Ivan Capelli       | Leyton House-Ilmor | 13     | 0      | DNF         | 12    | 1:59,757         |
| –    | Satoru Nakajima    | Tyrrell-Honda      | 7      | 0      | DNF         | 22    | 2:02,123         |
| –    | Alain Prost        | Ferrari            | 2      | 0      | DNF         | 02    | 2:01,161         |
| –    | Maurício Gugelmin  | Leyton House-Ilmor | 1      | 0      | DNF         | 15    | 2:16,691         |
| –    | Michael Schumacher | Jordan-Ford        | 0      | 0      | DNF         | 07    | –                |

## WM-Stände nach dem Rennen
Die ersten sechs des Rennens bekamen 10, 6, 4, 3, 2 bzw. 1 Punkt(e).

### Fahrerwertung
| Pos. | Fahrer            | Konstrukteur     | Punkte |
| ---- | ----------------- | ---------------- | ------ |
| 01   | Ayrton Senna      | McLaren-Honda    | 71     |
| 02   | Nigel Mansell     | Williams-Renault | 49     |
| 03   | Riccardo Patrese  | Williams-Renault | 34     |
| 04   | Gerhard Berger    | McLaren-Honda    | 28     |
| 05   | Nelson Piquet     | Benetton-Ford    | 22     |
| 06   | Alain Prost       | Ferrari          | 21     |
| 07   | Jean Alesi        | Ferrari          | 14     |
| 08   | Stefano Modena    | Tyrrell-Honda    | 9      |
| 09   | Andrea de Cesaris | Jordan-Ford      | 9      |
| 10   | Roberto Moreno    | Benetton-Ford    | 8      |
| 11   | JJ Lehto          | Dallara-Judd     | 4      |
| 12   | Bertrand Gachot   | Jordan-Ford      | 4      |
| 13   | Pierluigi Martini | Minardi-Ferrari  | 3      |
| 14   | Mika Häkkinen     | Lotus-Judd       | 2      |
| 15   | Satoru Nakajima   | Tyrrell-Honda    | 2      |
| 16   | Aguri Suzuki      | Lola-Ford        | 1      |
| 17   | Julian Bailey     | Lotus-Judd       | 1      |

| Pos. | Fahrer             | Konstrukteur           | Punkte |
| ---- | ------------------ | ---------------------- | ------ |
| 18   | Emanuele Pirro     | Dallara-Judd           | 1      |
| 19   | Éric Bernard       | Lola-Ford              | 1      |
| 20   | Ivan Capelli       | Leyton House-Ilmor     | 1      |
| 21   | Mark Blundell      | Brabham-Yamaha         | 1      |
| 22   | Thierry Boutsen    | Ligier-Lamborghini     | 0      |
| 23   | Gianni Morbidelli  | Minardi-Ferrari        | 0      |
| 24   | Maurício Gugelmin  | Leyton House-Ilmor     | 0      |
| 25   | Johnny Herbert     | Lotus-Judd             | 0      |
| 26   | Nicola Larini      | Lambo-Lamborghini      | 0      |
| 27   | Érik Comas         | Ligier-Lamborghini     | 0      |
| 28   | Gabriele Tarquini  | AGS-Ford               | 0      |
| 29   | Martin Brundle     | Brabham-Yamaha         | 0      |
| 30   | Eric van de Poele  | Lambo-Lamborghini      | 0      |
| 31   | Olivier Grouillard | Fondmetal-Ford         | 0      |
| –    | Michele Alboreto   | Footwork-Ford/-Porsche | 0      |
| –    | Stefan Johansson   | Footwork-Ford/-Porsche | 0      |
| –    | Michael Schumacher | Jordan-Ford            | 0      |

### Konstrukteurswertung
| Pos. | Konstrukteur     | Punkte |
| ---- | ---------------- | ------ |
| 01   | McLaren-Honda    | 99     |
| 02   | Williams-Renault | 83     |
| 03   | Ferrari          | 35     |
| 04   | Benetton-Ford    | 30     |
| 05   | Jordan-Ford      | 13     |
| 06   | Tyrrell-Honda    | 11     |
| 07   | Dallara-Judd     | 5      |
| 08   | Minardi-Ferrari  | 3      |
| 09   | Lotus-Judd       | 3      |

| Pos. | Konstrukteur           | Punkte |
| ---- | ---------------------- | ------ |
| 10   | Lola-Ford              | 2      |
| 11   | Leyton House-Ilmor     | 1      |
| 12   | Brabham-Yamaha         | 1      |
| 13   | Ligier-Lamborghini     | 0      |
| 14   | Lambo-Lamborghini      | 0      |
| 15   | AGS-Ford               | 0      |
| 16   | Fondmetal-Ford         | 0      |
| –    | Footwork-Porsche/-Ford | 0      |